# Jens Scheer
Jens Scheer (* 30. Mai 1935 in Hamburg; † 18. Juli 1994 in Bremen) war ein Kernphysiker und Kernkraftgegner.

## Leben
Scheer wuchs in Hamburg als Sohn eines Staatsanwalts und einer Lehrerin auf. Er hatte zwei Geschwister. Seine Mutter hatte zwei Jahre vor seiner Geburt ihren Beruf aufgegeben. Mit elf Jahren kam er auf das Gymnasium und erwarb dort die allgemeine Hochschulreife. Bereits in der Jugend zählte Astronomie zu seinen Hobbys. Ab 1954 studierte er Physik und Astronomie in Hamburg und Heidelberg. 1958 wurde er Mitglied im Deutschen Jugendbund für Naturbeobachtung (DJN). Nachdem er sein Studium mit dem Diplom abgeschlossen hatte, ging er 1960 an das Lawrence Livermore National Laboratory in Berkeley (USA). 1962 schrieb er seine Dissertation in Heidelberg. Er wurde wissenschaftlicher Mitarbeiter und Strahlenschutzbeauftragter am Berliner Hahn-Meitner-Institut und wurde 1968 habilitiert. Ab 1970 beteiligte er sich am Aufbau der neugegründeten Universität Bremen und wurde 1971 dort zum Professor berufen.
Scheer beschäftigte sich in seinen letzten Jahren speziell mit radioaktiver Niedrigstrahlung und unternahm Anfang der 1990er Jahre zusammen mit Ernest J. Sternglass verschiedene Vortragsreisen durch Deutschland. Schwerpunktmäßig beschäftigte er sich auch mit neuen Ansätzen zur Quantenmechanik (siehe David Bohm und bohmsche Mechanik).

## Politik
Als Mitglied des Sozialistischen Deutschen Studentenbundes (SDS) engagierte er sich in der 68er-Bewegung. 1965 wurde er zunächst Mitglied der SPD, trat aber ein Jahr später aus Enttäuschung über die Große Koalition wieder aus. Ab 1971 beteiligte er sich am Aufbau der neugegründeten Universität Bremen. Über die „Rote Zelle Physik“ und den „Kommunistischen Studentenverband“ KSV kam er zur KPD (AO). Aus seinem „tiefverwurzelten Glauben an die Harmlosigkeit der Radioaktivität – unterhalb gewisser Grenzen“ als Wissenschaftler entwickelte er sich im Laufe von rund zwanzig Jahren zum Atomkraftgegner. 1987 übernahm er die presserechtliche Verantwortung für das bayerische Anti-Atom-Magazin Radi Aktiv. Auf Grund seiner politischen Aktivitäten und wegen des Radikalenerlasses musste Scheer ab den 1970er Jahren gegen Berufs- und Hausverbote an der Universität Bremen kämpfen. Er gehörte zusammen mit Inge Schmitz-Feuerhake zu den führenden Köpfen in der damaligen Anti-Atom-Bewegung. Nach der Nuklearkatastrophe von Tschernobyl 1986 war Scheer als Experte für Diskussionsrunden und Veranstaltungen gefragt.

## Veröffentlichungen (chronologisch)
- Autorengruppe des Projektes SAIU an der Universität Bremen: Zum richtigen Verständnis der Kernindustrie – 66 Erwiderungen. Oberbaumverlag, Berlin 1975.
- Klaus Bätjer, Jens Scheer: Die Atomenergie in der DDR, Information zu Energie und Umwelt. Teil A, Nr. 7, 2. überarbeitete Auflage, Universität Bremen, Bremen, 1980.
- Klaus Bätjer, Jens Scheer: Atomstrom in der DDR. In: Info 42. Sozialistisches Osteuropakomitee, Hamburg, 1980, S. 20–31.
- Jens Scheer, Werner Heuler: Das sowjetische Atomprogramm. Bremen 1982 (Information zu Energie und Umwelt; 17).
- Führt die moderne Physik zu Magie und Astrologie? Wechselwirkung Nr. 28, Februar 1986.
- Reimar Paul (Hrsg.): Atomkraft am Ende? Mit einem Beitrag von Jens Scheer, Göttingen 1986.
- Niels Bohr vom Kopf auf die Füße stellen. Eine tote Katze in Schrödingers Kasten. Streitbarer Materialismus Nr. 12, März 1989.
- Kommunismus – Naturalismus – Humanismus. Streitbarer Materialismus Nr. 14, Januar 1991.
- Radioaktive Niedrigstrahlung. Streitbarer Materialismus Nr. 16, September 1992.
- Gegen die Kopenhagener Deutung der Quantentheorie. Lebendige Debatte über tote Katze. Streitbarer Materialismus Nr. 20, Januar 1996.